# Asarina procumbens
Asarina és un gènere monotípic de plantes amb flors de la família de les plantaginàcies i el nom en català de l'única espècie que conté (Asarina procumbens), una planta que viu en fissures de roques silíciques, endèmica del sud-oest d'Europa (dels Pirineus en sentit ampli).
Tradicionalment havia estat inclosa a la família de les escrofulariàcies, però els estudis moleculars i genètics duts a terme pel Grup per a la filogènia de les angiospermes van trobar major afinitat i parentiu amb les plantaginàcies.

## Descripció
És una herba ramificada i reptant (procumbent) que pot arribar a superar el mig metre de llarg però no aixeca un pam del terra, tota ella és coberta de pèls glandulosos que la fan viscosa al tacte. Les fulles són oposades, peciolades, més amples que llargues, amb forma de ronyó, amb alguns dents arrodonits.
Les flors de color són de color blanc grogós, arriben a uns 3 cm de llarg i són els típics "conillets" (que tenen totes les espècies del gènere Antirrhinum on s'havia situat el gènere Asarina inicialment): Els dos llavis queden fermament tancats fins que un insecte que en sap el truc es posa a sobre de la marca de color groc més brillant, fent que s'obri la boca amb el seu pes i donant pas cap dins de la flor per a cercar-hi el nèctar nutritiu, alhora que s'emporta el pol·len cap a una altra planta.
Aquesta espècie viu en fissures i relleixos de roca, preferentment silícica dels estatges munta o subalpí, encara que pot baixar fins a indrets més a prop del litoral (entre 400 i 2400 metres d'altitud), per exemple a l'Alt Empordà. És un endemisme dels Països Catalans, del Pirineu oriental i serres veïnes, a ambdós costat de la serra. Des de la Vall d'Aran fins a l'Empordà , i arribant (pel Nord) cap al Vallespir i la Fenolleda; i (pel sud) a la Garrotxa, la Selva i el Montseny.

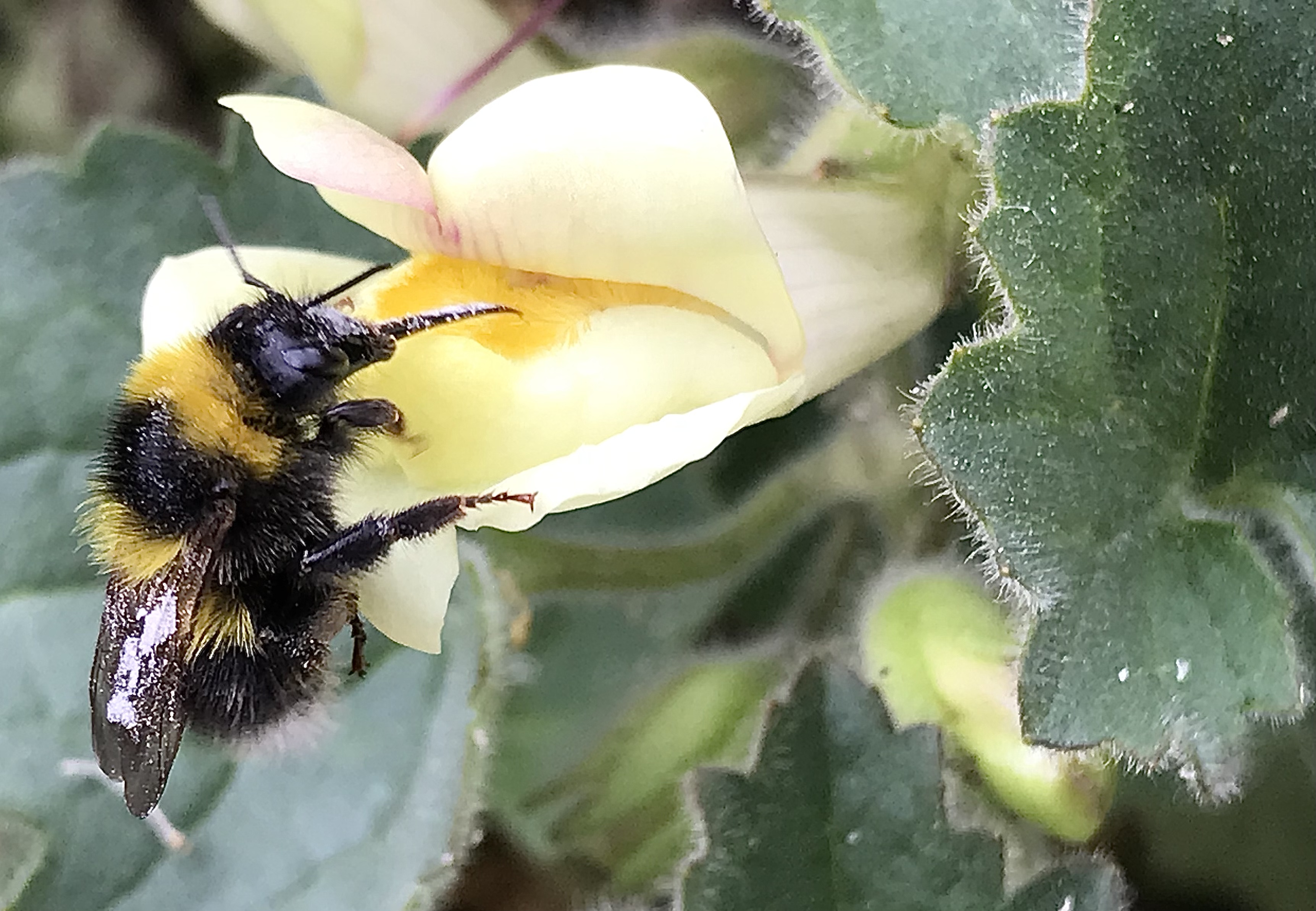
Funcionament de la pol·linització amb un abellot.
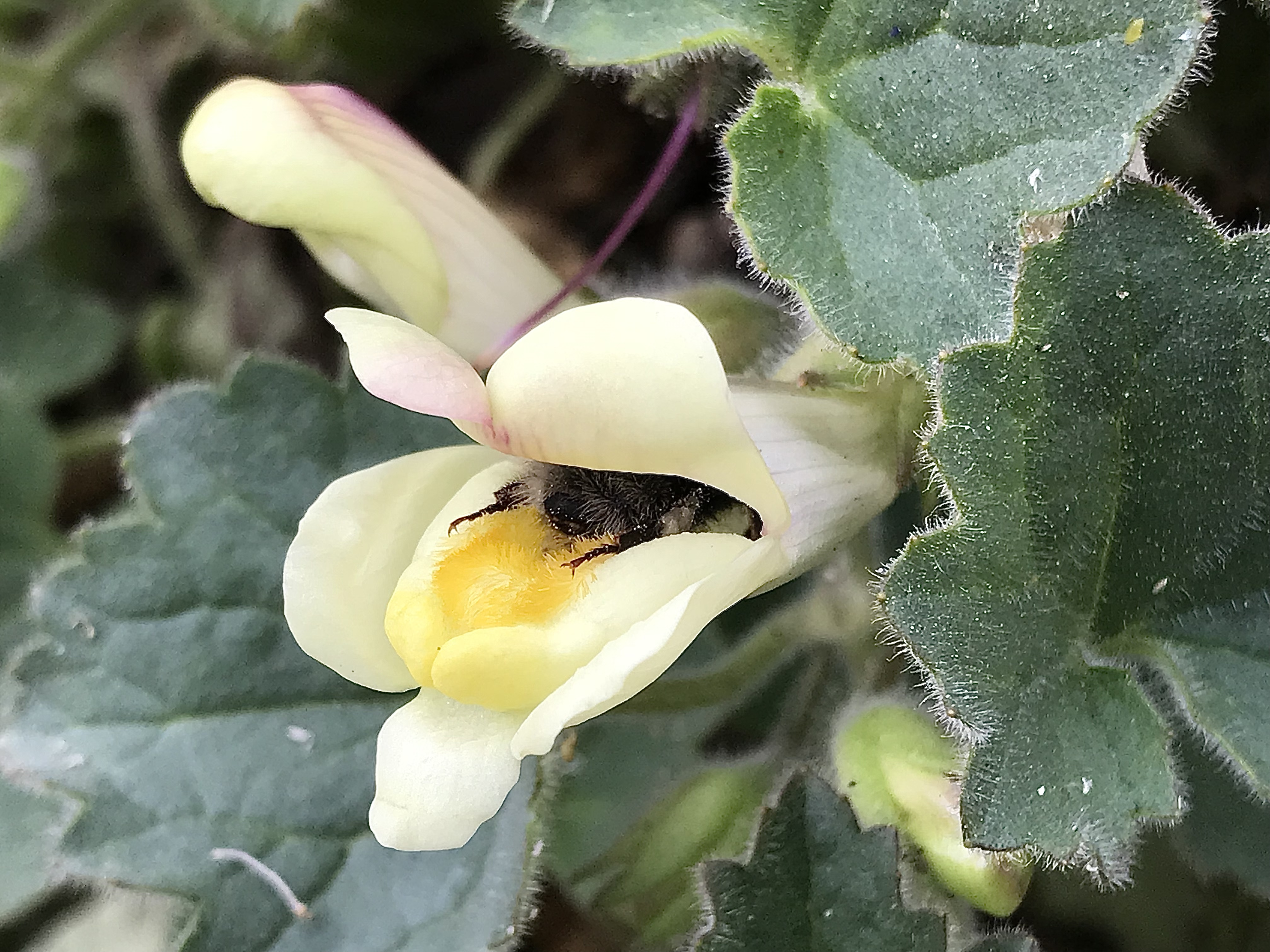
El pes de l'insecte en el lloc adient permet obrir la boca del "conillet".
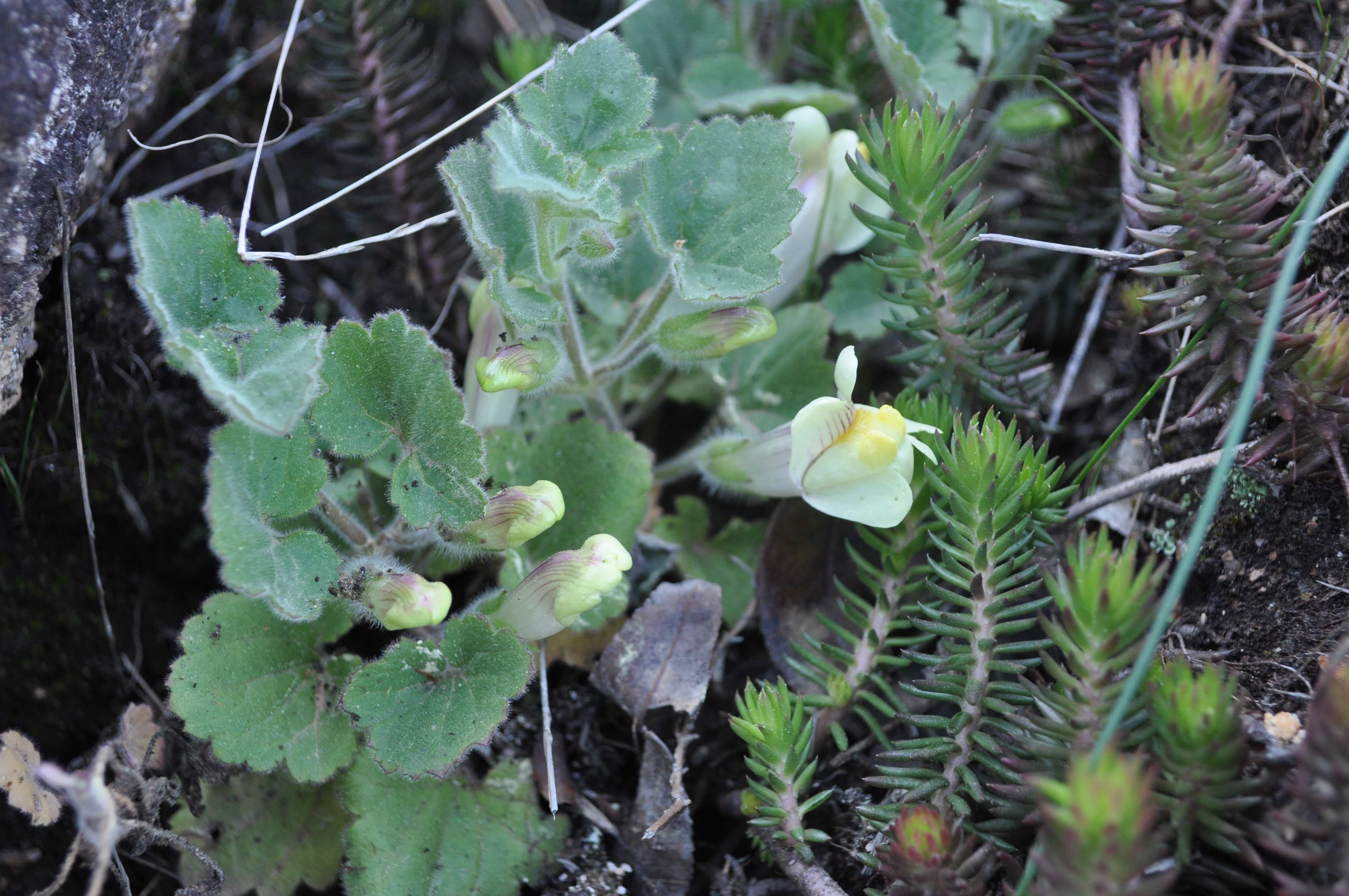
Exemplar de Santa Coloma de Farners on es veu la pilositat de l'espècie.

## Taxonomia
Va ser descrita amb el nom Antirrhinum asarina per Carl von Linné el 1753 a la seva obra Species Plantarum. Philip Miller, un botànic britànic, va proposar moure aquesta espècie de gènere i la va anomenar Asarina procumbens. Morfològicament hi ha alguns caràcters de les fulles, flors , fruits i llavors que semblen donar suport a aquesta segregació en dos gèneres. Els estudis moleculars recents també ho corroboren.
F.W. Pennell (1947), va proposar incloure una vintena d'espècies americanes dins del gènere Asarina però aquestes espècies avui en dia han estat repartides per diferents gèneres propis del Nou Món (Mabrya, Maurandya, Lophospermum, Neogaerrhinum, Holmgrenanthe...).